# Emmi Czarnetzki
Emmi Czarnetzki, geb. Hönsch (* 3. Juni 1911 in Berlin; † 14. Februar 1985 in Potsdam, DDR) war eine deutsche Politikerin (KPD/SED) und Frauenfunktionärin. Sie war Abgeordnete des Landtages Brandenburg.

## Leben
Czarnetzki, von Beruf Stenotypistin, war in ihrer Jugend aktiv im Wandersport der Arbeitersportvereinigung „Fichte“. Bis Kriegsende arbeitete sie bei der Deutschen Continental-Gas-Gesellschaft in Potsdam. 
Sie trat im Mai 1945 der KPD bei und leitete im Auftrag der Partei gleich nach Kriegsende die Aktion „Rettet die Kinder“ in Potsdam. Sie war 1945/46 Mitglied der Kreisleitung Potsdam der KPD und wurde 1946 Referentin für kommunale Frauenausschüsse in der Provinzialverwaltung der Mark Brandenburg. Außerdem war sie Mitglied im Zentralen Frauenausschuss der SBZ. Von 1946 bis 1948 war sie Mitglied der brandenburgischen Landessequesterkommission. Von 1947 bis Mai 1949 fungierte sie als Sekretärin des Landesvorstandes Brandenburg des Demokratischen Frauenbundes Deutschlands (DFD). Ab 1947 war sie zugleich Mitglied des DFD-Bundesvorstandes. Seit Mai 1949 wirkte sie als stellvertretende Leiterin der Abteilung Massenagitation beim Sekretariat des SED-Landesvorstandes Brandenburg. Von Februar 1950 bis Oktober 1951 leitete sie die Abteilung Frauen beim Sekretariat des SED-Landesvorstandes Brandenburg. Von Oktober 1951 bis 1958 war sie Erster Sekretär der SED-Kreisleitung Westhavelland bzw. Rathenow.
Am 19. Dezember 1949 rückte sie für Wilhelm Pieck, der sein Mandat niedergelegt hatte, in den Landtag von Brandenburg nach. Emmi Czarnetzki arbeitete zuletzt als Lehrerin und wissenschaftliche Mitarbeiterin an der SED-Bezirksparteischule Potsdam.

## Auszeichnungen
- Vaterländischer Verdienstorden in Bronze (1961)[4] und in Silber (1972)